# Johannes Rothe

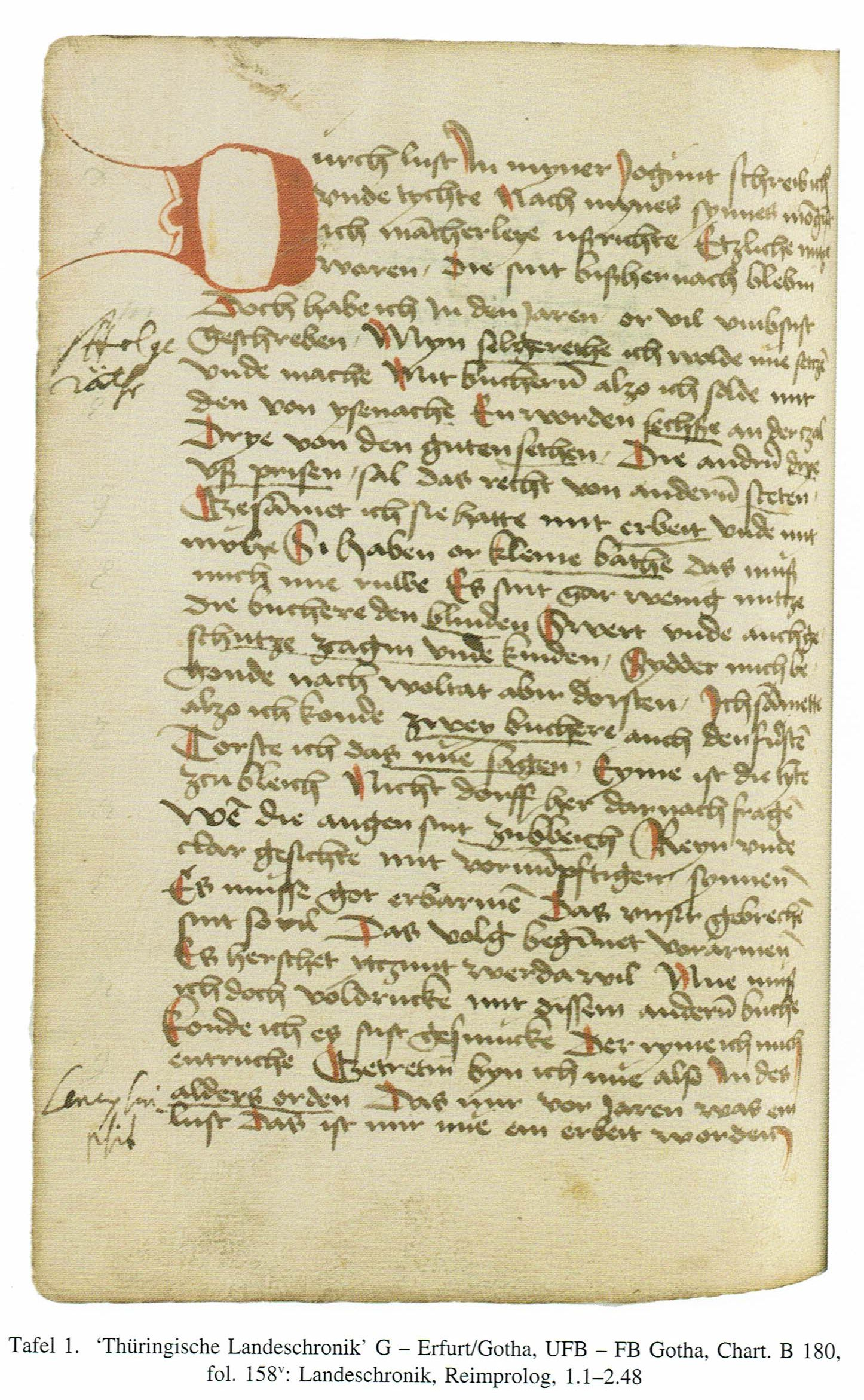
Beginn der Gothaer Handschrift der Thüringischen Landeschronik, 1487

Johannes Rothe (* um 1360 in Creuzburg; † 5. Mai 1434 in Eisenach) war Stadtschreiber, Kanoniker, bedeutender deutscher Historiker und spätmittelalterlicher Autor.

## Leben
Johannes Rothe sollte als Sohn einer ratsfähigen Familie Geistlicher werden. Nach seinen Schriften zu urteilen, bekam er eine hohe und gelehrte Ausbildung. Rothe verbrachte sein gesamtes Leben im Raum Eisenach.
Ein Jahrzehnt war er als Ratsschreiber (notarius), Historiker und Autor tätig und kümmerte sich in dieser Funktion um die Bearbeitung und Sammlung der Rechtsbücher der Stadt.
Er wurde bischöflicher Kaplan und trat 1387 zum ersten Mal urkundlich als Priester im Marienstift (Kollegiatstift der Frauenkirche) in Erscheinung. 1394 als Vikar am Marienstift blieb er in dieser Stellung, bis er 1412 in den Kreis der Kanoniker aufrückte. 1432 erkannte man ihm die Dignität (Würde) des Schulmeisters (scolasticus) des Kapitels zu.

## Werk
Er verfasste Schriften zu vielfältigen Themen. Neben seinen chronistischen, didaktischen und juristischen Schriften sind dies auch geistliche Dichtungen. Er schrieb unter stets erweitertem Gesichtswinkel drei Chroniken: die Eisenacher Stadtchronik (um 1414), die Thüringische Landeschronik (um 1418/1419) und die um 1421 beendete Thüringische Weltchronik, die er der Landgräfin Anna von Schwarzburg widmete. Diese Werke haben seinen Ruf als Vater der thüringischen Geschichtsschreibung begründet.
In seiner zehnjährigen Tätigkeit als Ratsschreiber verfasste Rothe von 1384 bis 1387 das später in verschiedenen Fassungen überlieferte Rechtsbuch der Stadt Eisenach (Eisenach, am nordwestlichen Fuß des Thüringer Waldes, hatte 1283 Stadtrecht erhalten).
Sein Werk bestand aus zehn Büchern und verband Teile des Meißner Rechtsbuches, des glossierten Sachsenspiegels, des Schwabenspiegels und des Decretum Gratiani, der Digesten, der Dekretalen und anderer gelehrter Quellen mit dem Eisenacher Stadtspiegel von 1283 und Eisenacher Gerichtsgewohnheiten des 14. Jahrhunderts. Es erschien in Form eines (nicht erhaltenen) Kettenbuchs.
Im Elisabethleben erzählt er die Lebens- und Leidensgeschichte der Landgräfin Elisabeth von Thüringen in Versform. Bereits in seinen Geschichtswerken war Rothe auf das Leben Elisabeths eingegangen. Das über 4000 Verse umfassende Elisabethleben beschreibt die Lebensstationen der heiligen Elisabeth. Daneben erzählt es aber auch eine thüringische Landesgeschichte bis zum 13. Jahrhundert, dem Zeitalter des Herrschergeschlechts der Ludowinger. Motive sind dabei die auch heute noch bekannten vom Sängerkrieg auf der Wartburg und dem Rosenwunder. Damit erhalten auch heutige Leser oder Hörer einen Einblick in spätmittelalterliche Frömmigkeit und Kultur.
In seinem Ritterspiegel fasste Rothe die Standeslehren der späten Ausläufer des hochmittelalterlichen Rittertums zusammen. Mit dem spätmittelalterlichen Lehrgedicht wandte er sich an ein junges, adliges Publikum.

## Veröffentlichungen
- Johannes Rothes Elisabethleben. Aufgrund des Nachlasses von Helmut Lomnitzer hrsg. von Martin J. Schubert und Annegret Haase (= Deutsche Texte des Mittelalters. 85). Berlin 2005.
- Johannes Rothe: Das Lob der Keuschheit. Hrsg. v. Hans Neumann (= Deutsche Texte des Mittelalters. 38). Berlin 1934.
- Johannes Rothe: Passion. Hrsg. v. Alfred Heinrich (= Germanistische Abhandlungen. 26). Breslau 1906.
- Johannes Rothe: Düringische Chronik des Johann Rothe (= Thüringische Geschichtsquellen. 3), hrsg. von Rochus von Liliencron, Jena 1859 (Digitalisat). Reprint 2007, ISBN 978-3-938997-47-5 [= Weltchronik].
- Johannes Rothe: Thüringische Landeschronik und Eisenacher Chronik.  Hrsg. von Sylvia Weigelt (= Deutsche Texte des Mittelalters. 87). Akademie Verlag, Berlin 2007, ISBN 978-3-05-004406-4.
- Johannes Rothe, Heinrich Clûzenêre: Ritterspiegel. Mitteldeutsche Gedichte. In: Karl Bartsch (Hrsg.): Publicationen des litterischen Vereins in Stuttgart. Band 53. Stuttgart 1860 (books.google.de [abgerufen am 20. Februar 2010] Volltext).
- Johannes Rothe: Der Ritterspiegel. Herausgegeben, übersetzt und kommentiert von Christoph Huber und Pamela Kalnig. Walter de Gruyter, Berlin 2009, ISBN 978-3-11-021787-2.